# 猫霧捒社番曲
猫霧捒社番曲，為台灣平埔族巴布拉族南遷至埔里後，學者所採集的番曲，原為原住民祭儀的歌曲，為大肚五社群每年祖靈祭中「牽田」時唱的歌。因演唱者為猫霧捒社人而被學者記錄成「猫霧捒社番曲」，為該曲歌詞也說明了台灣原住族群在面對漢文化衝擊時的態度。

## 時代背景

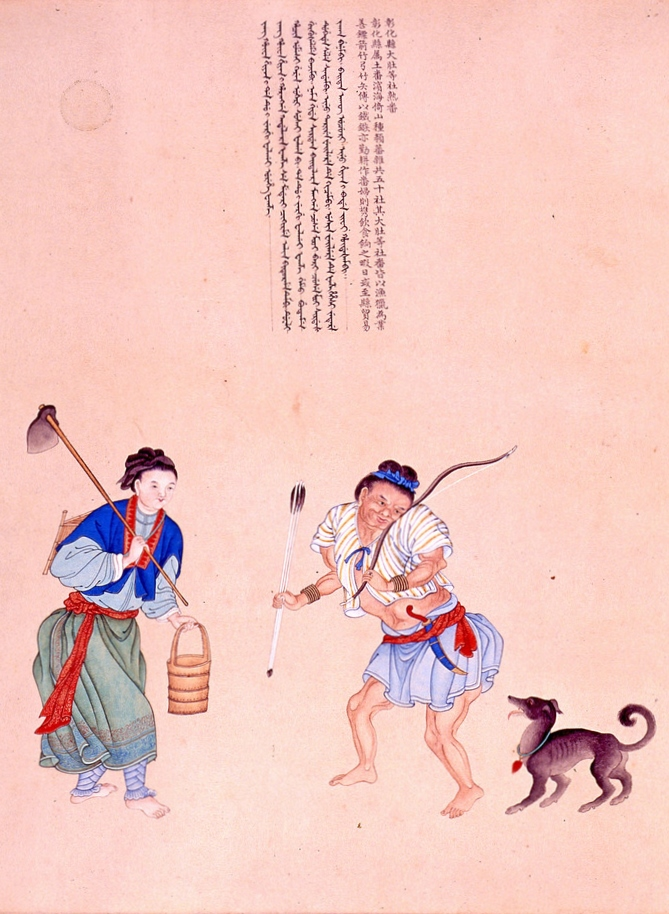
清乾隆年間宮廷畫家謝遂所繪《職貢圖》，圖中為描繪大肚社諸社巴布拉族人的繪像。

巴布拉族猫霧捒社世居於台中地區大肚山東側山麓，荷西時期屬於「大肚番仔王」（Quataongh）所管轄十五社之一，隸屬於同族的大肚南社，番社人數約在110人左右。清代文獻《台海使槎錄》提到當時的猫霧捒社「鑿山為壁，壁前用木為屏，覆以茅草」，說明番社房舍不是蓋在台中盆地的平地上而是位於大肚山丘上，結合清代地籍文書與山仔腳遺址的考古發現，斷定猫霧捒社舊社址位於南屯區番社腳番仔井（猫霧捒井）一帶。1710年清代武官張國成立張鎮庄墾號報墾南屯一帶的土地，進入猫霧捒社傳統社地，壓迫到原住民的鹿場空間而頻頻發生漢番摩擦，隨著多起原住民兇殺漢佃的事件後，清廷官府明命「張鎮庄」廢庄並退出該區域。但不久，1724年張國後人與武官藍廷珍先與猫霧捒社和大肚社番約定每年繳納社餉240兩為條件，私自以新的墾號藍張興進入該區捲土重來，短時間內漢人大規模開墾土地，僅僅兩年後就有兩千人漢人來入墾，遠遠超過猫霧捒社人口十餘倍以上。到了1750年代左右，整個台中盆地都被漢人村落所密布，平埔族人數和文化淪為極少數，已完全被漢人文化覆蓋。
隨著漢人大舉入墾，原住民傳統的漁獵經濟受到巨大衝擊，而不擅農耕的番民們在之後數十年間透過招墾、典租、杜賣等方式，讓番社的土地更進一步流失，經濟劣勢亦更加惡化，這也形成台灣中部平埔族一個典型的寫照。為躲避漢人在人數、經濟與文化方面的強勢鋒芒，中部平埔族群進行大串聯，1823年猫霧捒社與其他各族十四社共同簽屬「公議同立合約字」，約定一同避居到南投水沙連埔里盆地分地開墾，從此到1861年間，共有巴布拉族、道卡斯族、巴布薩族、洪雅族、巴宰族五族三十餘社的中部平埔族群離開原居地移居至埔里。遷徙到埔里的猫霧捒社，與同族的大肚社共同居住在大肚城這個村落之中，因猫霧捒社人口較少，在大肚城屬於少數。
儘管平埔族群避居至埔里可暫時躲漢人的強勢經濟，但文化上卻無法逆轉，來到埔里的平埔族群持續受到漢化的影響，隨著漢人在1850年代後也開始入墾埔里地區，大肚城聚落也成為漢人官府中路撫民理番同知所在地，成為埔里地區的政治中心，更吸引大批漢人遷入。加上清廷在當地設立社學或義塾，從孩童教育上加速了漢化進程，到了清末猫霧捒社的漢化已極為普遍。

## 演唱和歌本採集

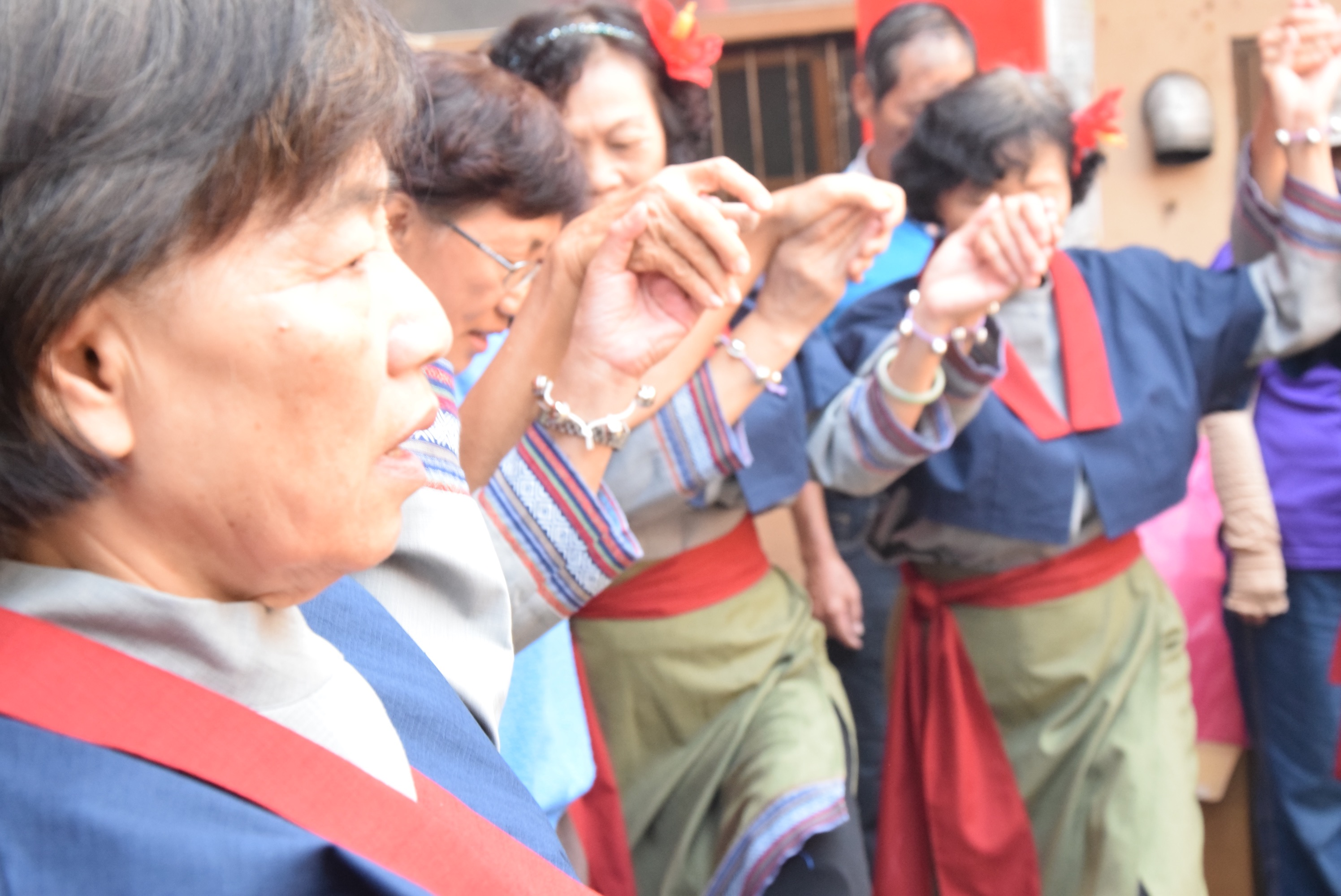
與貓霧捒社同為巴布拉族的沙轆社，在現代所進行的牽田儀式。

大肚城聚落的貓霧捒社、大肚社人，傳統上每年祖靈祭舉辦兩次「牽田」，即農曆的6月30日和7月1日「做頭田」、農曆8月15日「做尾田」，而〈貓霧捒社番曲〉則是祭儀「牽田」時所歌唱的番曲。在6月30日祭完祖靈後，第二天進行送祖賽跑，即「走鏢」，部落未婚青年（麻達，mata）依競賽優勝名次分「頭鏢」、「二鏢」、「三鏢」，並取得一面紅旗以示光榮。走鏢結束之後進行慶祝酒宴「牽田」，番眾依走鏢得獎名次輪番到勝利者家慶祝喝酒饗宴，當天黃昏在番社廣場立起油燈，夜晚時番眾們聚集在廣場中央圍著油燈，人們雙手互挽圍成一大圓圈，一同唱著歌，〈貓霧捒社番曲〉即是進行牽田時歌唱的曲目。酒宴差不多到晚上10點結束，番眾才盡歡散去。「做尾田」當天則是早上就開始酒宴，黃昏進行「牽田」，流程如「做頭田」那天一致。
〈猫霧捒社番曲〉的歌本當前共傳世三個抄本，但這些抄本除了番曲標題不同外，在內容上沒有什麼太大差異。根據學者劉枝萬的調查，三份〈猫霧捒社番曲〉歌本原始都可以追溯自自毒家家藏手抄本，而這份家藏手抄本内的內容，是由另一個猫霧捒社頭人家族都家的都國槙，依據台語拼切猫霧揀語並以漢字書寫而成。都國槙本身就擅長漢文及部落歌謠，當時番社的社眾們都曾向他學習過部落歌謠。都國槙的抄本原本在番社內流傳有三、四本，但最後僅剩毒家所藏的手抄本被保留下來。
到了1936-1938年間日本學者淺井惠倫兩次在埔里大肚城內進行田野調查，並透過都國槙尚存於人世的姐姐都阿緞（都阿市）處採集到這首番曲發音，淺井惠倫再從另一家頭人族毒家的贅婿高阿月取得該歌本手抄本，高阿月曾經向都國槙學習過番曲。該曲標題命名為〈大肚水裡猫霧捒社番曲〉，然而淺井惠倫僅在雜誌提起該曲，但並未進行正式的學術發表，僅留下相關的田野筆記。1948年8、9月學者宋文薰、劉枝萬、陳金河三人在埔里大肚城尋訪到高阿月之子毒阿火，毒阿火是猫霧拺社當時僅存的部落歌謠傳承者，劉枝萬等人取得該曲的家藏手抄本，標題為〈猫霧捒社番曲〉。學者劉枝萬將歌本整理後，與宋文薰聯名正式發表在1952年5月出版的《臺灣文獻專刊》內。1969年，日本學者土田滋又在大肚城都家後裔蒲阿香處，採集到相同内容的另外一本歌本，首頁標題抬頭為〈猫霧揀社五社番曲〉，至此傳世共三個版本的抄本。
不論是淺井惠倫的發音人高阿月、都阿緞、抑或劉枝萬的發音人毒阿火、土田滋的發音人蒲阿香，這些發音人都分屬毒家和都家，從古文書及戶籍資料、系譜的比對，可以知道他們都是猫霧社的頭人家系，如毒家的毒英武曾任猫霧拺社社長、都家的先祖突牡丹曾任猫霧社通事。可能因為這些發音人本身家系屬於番社領導階層的背景，他們掌握了比較豐富的本族語言和文化的知識，因此保留下番曲之內容。

## 歌本和翻譯
〈猫霧捒社番曲〉在當前傳世三個版本的歌本中，淺井惠倫的歌本只留下數十頁的田野筆記，並沒有将番曲整理到可以解讀的程度，儘管他試圖想要翻譯歌詞，如筆記中他曾經請過高阿月和阿緞來幫忙譯文，但似乎沒有成功，現存筆記也未留下解析結果。後來1969年的土田滋儘管也採集到與淺井惠倫内容相同的歌本，然而土田滋來到大肚城的年代太晚，聚落裡已經沒有人可以為他詞意解讀，他只能從發音人蒲阿香那裡，翻譯整理出少量的詞彙，無法對整個歌曲文本進行全面解讀。相比，1948年劉枝萬和宋文薰等人當時來到大肚城聚落之時，剛好就在番語使用者即將消失的時期，他們到來時番社那時已經不再舉行傳統祭典，番曲也沒有了演唱的機會，但仍可找到可對番曲釋譯之人。劉枝萬將番曲以「原文-羅馬音標-詞彙對譯-漢語釋義」的方式呈現，儘管當時的發音者自己也無法充分理解番語，部分內容也有些不明白之處，仍是將番曲給完整解讀，劉枝萬和宋文薰並在1952年發表於《臺灣文獻專刊》上，這對即將消失的番語和番曲來說，其研究意義深遠。
〈猫霧捒社番曲〉該歌謠全長268句，是由〈前導曲〉、〈打鹿曲〉、〈敘狩獵〉、〈建屋經過及食酒歌〉、〈食馬踏酒大曲〉、〈尾聲〉等六大段落所構成，各段可以獨立成篇，也可以彼此間系統地連結成為一首全歌。此曲〈前導曲〉雖然部分存在對族人，尤其是年輕族人的喊話，不過〈猫霧捒社番曲〉一些歌本內文卻是對著祖先講的，應是祭祀時的「頌祖歌」，尤其是〈食馬踏酒大曲〉是在牽田過程中演唱，用以慶賀青年走鏢奪冠，為全曲之巔峰，顯見該歌謠與牽田、走鏢關係極為密切 。
| 章節                 | 段落           | 內容                                                               |
| -------------------- | -------------- | ------------------------------------------------------------------ |
| 〈前導曲〉           | 第1至21句      | 或名〈序曲〉，起唱                                                 |
| 〈打鹿曲〉           | 第22至第34句   | 實為〈前導曲〉延長，僅最後一句唱到前往打獵小屋。                   |
| 〈敘狩獵〉           | 第35至150句    | 或名〈落大曲頭至尾〉，敘述狩獵之經過                               |
| 〈建屋經過及食酒歌〉 | 第151至173句   | 或名〈是乜鹿食酒曲〉，敘述造屋之過程                               |
| 〈食馬踏酒大曲〉     | 第174至238句   | 敘述走鏢及後繼的酒宴，「馬踏」即麻達（mata），為「未婚青少年之意」 |
| 〈尾聲〉             | 第239至第268句 | 描述前段酒宴之延長                                                 |

## 解析
根據傳唱者毒阿火的說法，〈猫霧捒社番曲〉是遠在他們祖先移住埔里以前就已存在，而在〈敘狩獵〉中描述打獵場景，在途經中歌本提到「旱溪」、「涼傘樹腳」等地名出現，兩地皆與貓霧拺社移居埔里前的原居地（今南屯）一帶不遠，且兩地又與埔里太遠，可推知番曲最初是貓霧拺社在原居地所作。又從歌謠中提及建屋茅草不足可至「烏牛欄」、「匏仔寮」兩地擇取，這兩地為今豐原的「烏牛欄」和樸仔離一帶，可推知古代貓霧拺社活動的大致範圍。考量到一些學者主張該番曲實為巴布拉族番曲，因此〈猫霧捒社番曲〉可以說至今已出土的、最早可能也流傳台中地區西南部之口傳歌謠。

### 文化流失的危機感
平埔族在飽受漢人壓迫之餘，也逐漸產生對抗意識，尤其在對漢化過程的悲憤，〈猫霧捒社番曲〉同樣存在這些情感。歌謠中族群裡的長者、智者發出的對族人的喊話呼籲，實乃當時平埔族的「哀鳴」。在〈猫霧捒社番曲〉在歌曲的〈前導曲〉如此殷殷告誡族人：
|                            | 「不要變成漢人，忘了我們的語言；老輩和頭人一再如此吩咐⋯⋯你們操什麼番話？這是什麼鬼話？你們忘掉番語，哪裡配得上番人⋯⋯要警惕，不要變成漢人！」 |
| ——〈猫霧捒社番曲：前導曲〉 | |

因番曲〈前導曲〉內容中共21句來警示族人，呼籲族人勿視漢族文化為思想、穿著、言行等行為是時尚，並諄諄告誡族人莫要日益遺忘自己的語言，歌詞透漏出對母語流失的憂心。番曲最早的發掘者之一的學者宋文薰，評價該段曲風展現弱小民族的悲哀。學者李亦園認為該段番曲形成年代為清代晚期，相比清代早中期地方誌書記載充滿飲宴歌舞、快樂情緒的番曲，該段曲風偏向哀歌。現代作家林柏維則是強調，該曲番社老年人叮嚀年輕輩不要忘記自己的語言，要學習番語，甚至於第16句痛批這些不會說番語的年輕輩，「你們操什麼番話？這是什麼鬼話」，痛責被漢化的年輕輩不會說番語，不會唱番歌，更斥責年輕輩這麼笨不配當有尊嚴的番人。
此外，番社長者們也利用部落祭典的歌謠傳唱機會，將母語置入歌謠當中，來教導年輕人學習母語。如在〈食馬踏酒大曲〉一章中提到「桌仔就是majigiko；交椅就是magitot」、「酒鍾叫作lakkaien；牙箸叫作kakisup」。然而，此段長著們用漢人的語言（台語）做為媒介來教母語，且所教的母語卻是日常用語，顯現部落年輕人對母語已經相當生疏，也反映出部落語言漢化的程度已極為普遍。〈猫霧捒社番曲〉的其他章節裡提到打獵，建屋，祭典時男女老幼聚在一起歡天喜地，描述青年得到走鏢的頭獎、慶典食物可口且豐盛，充滿歡樂與自信。相比前後段的歌詞，〈前導曲〉呼喚族人不要失去對自己文化，顯示族群對於文化瀕臨衰滅的深憂和悲哀。然而針對部落不同世代之間，長老對於傳統文化的傳承流失，與部落青年傾慕漢化、漠視傳統的取向，形成深峻的文化代溝，在歌本中長老們充滿悲觀的情緒，只能在歌本中發出如「俺的話講到這裡」等心灰意冷的沉痛之語。

### 番社的文化
狩獵是平埔族最重要的活動之一，歌本〈敘狩獵〉樂章為兩天一夜的狩獵活動，曲中原住民的武器僅提到近身武器「佩刀」和「扛槍」，而沒有早期文獻中記錄台灣原住民打獵的「弓箭」與「標槍」，很可能當時猫霧捒社人已經開始使用火槍作為遠距離兵器，來進行狩獵。歌本中也提到「用繩絆上狗，手拉著」，顯示進行打獵時伴隨著獵犬，這與漢文文獻《台海使槎錄》、《番社采風圖考》提到過原住民使用獵犬打獵相符。又因為〈猫霧捒社番曲〉本身具有番社對族內青年的教育功用，歌曲中對打獵過程中對裝備整備的提醒、路徑的指引、獸跡的辨識、遭遇生番時的應對等等各項教導，顯示在當時番社的社群青年已不熟稔狩獵，番社中的經濟型態已從傳統的狩獵型態逐漸過渡到農耕經濟。
傳統平埔族興建房屋，多由部落番眾透過團隊方式集體協力完成，在〈建屋經過及食酒歌〉一章中透露，此時番社地築屋路徑除了傳統由社眾「互相協力」之外，也有了另一個「僱木匠， 僱工人」那樣用專業從業人員的方式來興建，可見平埔族已經受到漢人職業分工的社會制度影響，並對原有社眾互相協力的傳統築屋方式造成衝擊。歌本描述最後採用社眾「互相協力」方式建屋，社番依水流卜定方位、備齊建材和茅草，並由老者教述蓋屋流程與經驗，透過協力興建傳統的平埔族茅房。
〈食馬踏酒大曲〉描述走鏢與牽田過程中的熱鬧氣氛，該曲是在牽田後的飲宴中演唱，用以慶賀青年走鏢奪冠。走鏢、牽田是台灣中南部平埔族重要節慶活動，傳統猫霧捒社於祭祖儀的第二天，即農曆的七月一日清晨進行走鏢。歌曲讚賞拔鏢的青年「得頭獎值得稱讚，是那一家的青年？」、「青年來，老輩人要吩咐。拿這紅旗凱旋回。非常愉快，稱讚」。在早上的走鏢活動結束後，於當天傍晚開始依序在「頭鏢」、「二鏢」各家輪流舉辦牽田，牽田是整個祭祖活動的尾聲，歌本描述番眾們在牽田的饗宴中「祝青年的酒，大家歡歡喜喜」，透露出透過牽田的宴會讓番社社眾們感情融洽，凝聚社內情感。
如同其他台灣原住民如阿美族、卑南族抑或平埔的巴宰族一樣，學者宋文薰從番曲中的詞彙，認為最初猫霧捒社的社會也是依據年齡來分階級。番曲中存有ma-ga-la（老輩），lo-mo-la（年長者），Su-a-la（少年），lala（小孩）等名詞，宋文薰推測番曲中對各年齡層的稱呼就是當初的階級名，然而猫霧捒社社會隨著時間演進而逐漸漢化，族內已喪失對其稱呼的固有含意。另一方面，從歌本中老輩的命令語氣也可看出，當時族內社會存在族中老輩的威權。

## 番曲族群歸屬釋疑
當前台灣有關平埔族的分類，大抵是採取日治時期由伊能嘉矩、鳥居龍藏、小川尚義等學者所建構出來的分類，因調查沒有那麼詳盡深入，因而在一些族群的分類和分布上，存在著不少令人質疑的地方。而猫霧捒社因自稱Babusaga，早期學者們認為該社自稱與大肚溪南岸的巴布薩族（Babuza）發音很像，而被歸類至巴布薩族的分支虎尾壟族，甚至有些學者直接把巴布薩族譯成猫霧捒族。儘管期間一些學者如淺井惠倫、劉枝萬等有提出埔里猫霧捒社人所說的語言不屬於巴布薩族的分支虎尾壟族。另一方面，早期學術界一直認為巴布拉族的分布僅限定於大肚社（包含北、中、南三個分社）、水裡社、沙轆社、牛罵社等四社。
2005年起學者簡史朗發起猫霧捒社應屬於巴布拉族的論點，他依據民族學學術為民族定名的慣例，即『視一「人群單位」如何自稱「人」，以此做為該人群單位的「族名」』。從〈猫霧捒社番曲〉歌詞中，發現改曲原住民的自稱為papula，即巴布拉，因此猫霧捒社的我族稱呼是巴布拉族，與大肚溪南方自稱babuza的巴布薩族沒有關係。而學者簡史朗比對猫霧捒社番曲的歌詞，透過收集巴布拉族的詞語來比對，也確定猫霧捒社屬於巴布拉語言。透過大肚城聚落的移民歷史和猫霧捒社和大肚社四社的緊密關聯，以及歌詞中提到本社是iovan hazovan，即大肚南社，簡史朗更進一步認為〈貓霧捒社番曲〉不僅屬於貓霧捒社，而是屬於大肚五社共有的〈大肚社番曲〉。

## 註腳
1. ↑  . 文學館資料庫平台-SQL.   [2024-12-28] （中文）.
2. ↑  溫秋菊 2009，第38頁.
3. ↑  簡史朗 2016a，第19頁.
4. ↑  簡史朗 2016a，第25頁.
5. ↑  簡史朗 2016a，第181頁.
6. ↑  楊克隆 2011，第9頁.
7. ↑  楊克隆 2011，第10頁.
8. ↑  楊克隆 2011，第14頁.
9. ↑  宋文薰 1952，第2頁.
10. 1 2 3  簡史朗 2016a，第114頁.
11. ↑  簡史朗 2016a，第269頁.
12. ↑  清水純 2010，第9頁.
13. ↑  宋文薰 1952，第1頁.
14. ↑  清水純 2010，第24頁.
15. ↑  簡史朗 2016a，第112頁.
16. ↑  清水純 2010，第10頁.
17. 1 2  清水純 2010，第11頁.
18. ↑  陳器文 2008，第18頁.
19. 1 2  楊克隆 2011，第25頁.
20. ↑  宋文薰 1952，第3頁.
21. ↑  陳器文 2008，第20頁.
22. 1 2  彭瑞金 2013，第671頁.
23. ↑  黃樹仁 2013，第26頁.
24. ↑  李亦園 1955，第292頁.
25. ↑  林柏維 2008，第185頁.
26. ↑  楊克隆 2011，第20頁.
27. ↑  彭瑞金 2013，第678頁.
28. ↑  楊克隆 2011，第21頁.
29. ↑  楊克隆 2011，第22頁.
30. ↑  楊克隆 2011，第23頁.
31. ↑  楊克隆 2011，第24頁.
32. ↑  楊克隆 2011，第26頁.
33. ↑  楊克隆 2011，第27頁.
34. ↑  李亦園 1982，第41頁.
35. ↑  陳器文 2008，第17頁.
36. ↑  簡史朗 2016b，第145頁.
37. ↑  簡史朗 2016b，第148頁.
38. ↑  簡史朗 2016b，第151頁.
39. ↑  簡史朗 2016b，第160頁.
40. ↑  清水純 2010，第38頁.